# Challenge Bell 1995
Challenge Bell 1995 — тенісний турнір, що проходив на закритих кортах з килимовим покриттям Club Avantage Multi-Sports у Квебеку (Канада). Належав до турнірів 3-ї категорії в рамках Туру WTA 1995. Це був третій турнір Challenge Bell. Він тривав з 30 жовтня до 5 листопада 1995 року. Бренда Шульц-Маккарті здобула титул в одиночному розряді.

## Переможниці та фіналістки

### Одиночний розряд
Бренда Шульц-Маккарті —  Домінік Монамі, 7–6(7–5), 6–2
- Для Шульц-Маккарті це був 2-й титул за сезон і 5-й — за кар'єру.

### Парний розряд
Ніколь Арендт /  Манон Боллеграф —  Ліза Реймонд /  Ренне Стаббс, 7–6(8–6), 4–6, 6–2
- Для Арендт це був 5-й титул за сезон і 7-й — за кар'єру. Для Боллеграф це був 5-й титул за сезон і 20-й — за кар'єру.